# Nico Freriks
Nico Petrus Johannes Freriks est un joueur néerlandais de volley-ball né le 22 décembre 1981 à Uden (Brabant-Septentrional). Il mesure 1,92 m et joue passeur. Il est international néerlandais.

## Clubs
| Club                 | De        | À         |
| -------------------- | --------- | --------- |
| SSS Barneveld        | 1999-2000 | 2000-2001 |
| Noliko Maaseik       | 2001-2002 | 2002-2003 |
| Omniworld Almere     | 2003-2004 | 2004-2005 |
| Hypo Tirol Innsbrück | 2005-2006 | 2005-2006 |
| Knack Roeselare      | 2006-2007 | 2007-2008 |
| Jastrzębski Węgiel   | 2008-2009 | 2008-2009 |
| Nesselande Rotterdam | 2009-2010 | 2009-2010 |
| Unicaja Almería      | 2010-2011 | 2010-2011 |
| Knack Roeselare      | 2011-2012 | 2011-2012 |
| Lokomotiv Belgorod   | sep 2012  | déc 2012  |
| Moerser SC           | jan 2013  | mai 2013  |
| Piemonte Cuneo       | sep 2013  | nov 2013  |
| Beauvais Oise UC     | nov 2013  | déc 2013  |
| Kalleh Mazandaran    | jan 2014  | ...       |

## Palmarès
- Challenge Cup
  - Finaliste : 2009
- Championnat d'Iran
  - Finaliste : 2014
- Championnat d'Espagne
  - Finaliste : 2011
- Championnat d'Autriche (1)
  - Vainqueur : 2006
- Championnat de Belgique (3)
  - Vainqueur : 2002, 2003, 2007
  - Finaliste : 2008, 2012
- Coupe du Roi
  - Finaliste : 2011
- Coupe d'Autriche (1)
  - Vainqueur : 2006
- Coupe des Pays-Bas (1)
  - Vainqueur : 2004
- Coupe de Belgique (2)
  - Vainqueur : 2002, 2003
- Supercoupe d'Espagne (1)
  - Vainqueur : 2011
- Supercoupe des Pays-Bas (1)
  - Vainqueur : 2004
- Supercoupe de Belgique (3)
  - Vainqueur : 2002, 2003, 2007
  - Finaliste : 2008, 2012